# هارولد أ. فورلونغ
هارولد أ. فورلونغ (بالإنجليزية: Harold A. Furlong)‏ هو عسكري أمريكي، ولد في 1 أغسطس 1895 في بونتياك في الولايات المتحدة، وتوفي في 27 يوليو 1987.